# Wyższe sfery (serial telewizyjny)
Wyższe sfery / Uprzywilejowani (hangul: 상류사회, Sangryusahoe) – południowokoreański serial telewizyjny emitowany na antenie SBS. Serial był emitowany w poniedziałki i wtorki o 22:00 od 8 czerwca do 28 lipca 2015 roku, liczy 16 odcinków. Główne role odgrywają w nim Uee, Sung Joon, Park Hyung-sik i Lim Ji-yeon.
Serial jest dostępny z napisami w języku polskim za pośrednictwem platformy Viki, pod tytułem Wyższe sfery / Uprzywilejowani.

## Opis fabuły
Jang Yoon-ha (Uee) jest najmłodszą córką rodziny, właścicieli czebola. Mimo bogactwa pracuje na pół etatu w sklepie z żywnością i ukrywa swoją prawdziwą tożsamość jako dziedziczka fortuny, ponieważ pragnie znaleźć mężczyznę, który pokocha ją dla niej samej, a nie dla pieniędzy.
Choi Joon-ki (Sung Joon) dorastał w skrajnym ubóstwie, przez co czuje się gorszy. Teraz pracuje jako menedżer średniej wielkości konglomeratu, Joon-ki jest inteligentny i utalentowany, ale również znużony i wyrachowany, wierzy, że miłość jest luksusem tylko dla bogatych.

## Obsada

### Główna
- Uee jako Jang Yoon-ha
- Sung Joon jako Choi Joon-ki
- Park Hyung-sik jako Yoo Chang-soo
- Lim Ji-yeon jako Lee Ji-yi

### W pozostałych rolach
Rodzina Jang Yoon-ha
- Yoon Joo-sang jako Jang Won-sik, ojciec Yoon-ha
- Go Doo-shim jako Min Hye-soo, matka Yoon-ha
- Lee Sang-woo jako Jang Kyung-joon, starszy brat Yoon-ha
- Yoon Ji-hye jako Jang Ye-won, starsza siostra Yoon-ha
- Yoo So-young jako Jang So-hyun, starsza siostra Yoon-ha
- Bang Eun-hee jako Kim Seo-ra

Rodzina Choi Joon-ki
- Nam Myung-ryul jako Choi Young-ho, ojciec Joon-ki
- Yang Hee-kyung jako Lee Min-sook, matka Joon-ki

Inni
- Choi Yong-min jako lokaj Hong
- Seol Ji Yoon jako kierowniczka Kim
- Jung Sung-yoon jako Yoo Min-soo
- Kim Dong-gyoon jako szef centrum handlowego
- Jung Kyung-soon jako Chang Soo-mo
- Lee Seung-hyung jako dyrektor Song
- Lee Moon-jung jako Lee Min-jung
- Kwon Soo-hyun jako Lee Tae-gun

Gościnnie wystąpili
- Park Jung-soo (odc. 1)
- Jo Jung-sik (odc. 2,4)
- Kim Mi-ryeo (odc. 2,3)
- Raymon Kim (odc. 4)
- Kang Seung-hyun (odc. 15)

## Oglądalność
| No. | Data emisji | Oglądalność | Oglądalność |
| No. | Data emisji | TNmS        | AGB Nielsen |
| --- | ----------- | ----------- | ----------- |
| 1   | 2015.06.08  | 6,7%        | 7,3%        |
| 2   | 2015.06.09  | 6,9%        | 7,0%        |
| 3   | 2015.06.15  | 6,7%        | 7,7%        |
| 4   | 2015.06.16  | 6,9%        | 8,2%        |
| 5   | 2015.06.22  | 7,6%        | 9,1%        |
| 6   | 2015.06.23  | 7,8%        | 9,8%        |
| 7   | 2015.06.29  | 7,1%        | 9,1%        |
| 8   | 2015.06.30  | 7,6%        | 8,9%        |
| 9   | 2015.07.06  | 7,3%        | 9,4%        |
| 10  | 2015.07.07  | 7,0%        | 9,2%        |
| 11  | 2015.07.13  | 7,3%        | 9,4%        |
| 12  | 2015.07.14  | 7,8%        | 9,6%        |
| 13  | 2015.07.20  | 7,4%        | 9,5%        |
| 14  | 2015.07.21  | 8,3%        | 9,8%        |
| 15  | 2015.07.27  | 8,4%        | 9,7%        |
| 16  | 2015.07.28  | 8,7%        | 10,1%       |

## Emisja za granicą
- Wietnam: HTV2, od 22 lipca 2016 pod tytułem Yêu trong toan tính.